# Pararuellia
Pararuellia là chi thực vật có hoa trong họ Acanthaceae.